# George Clarkson Stanfield

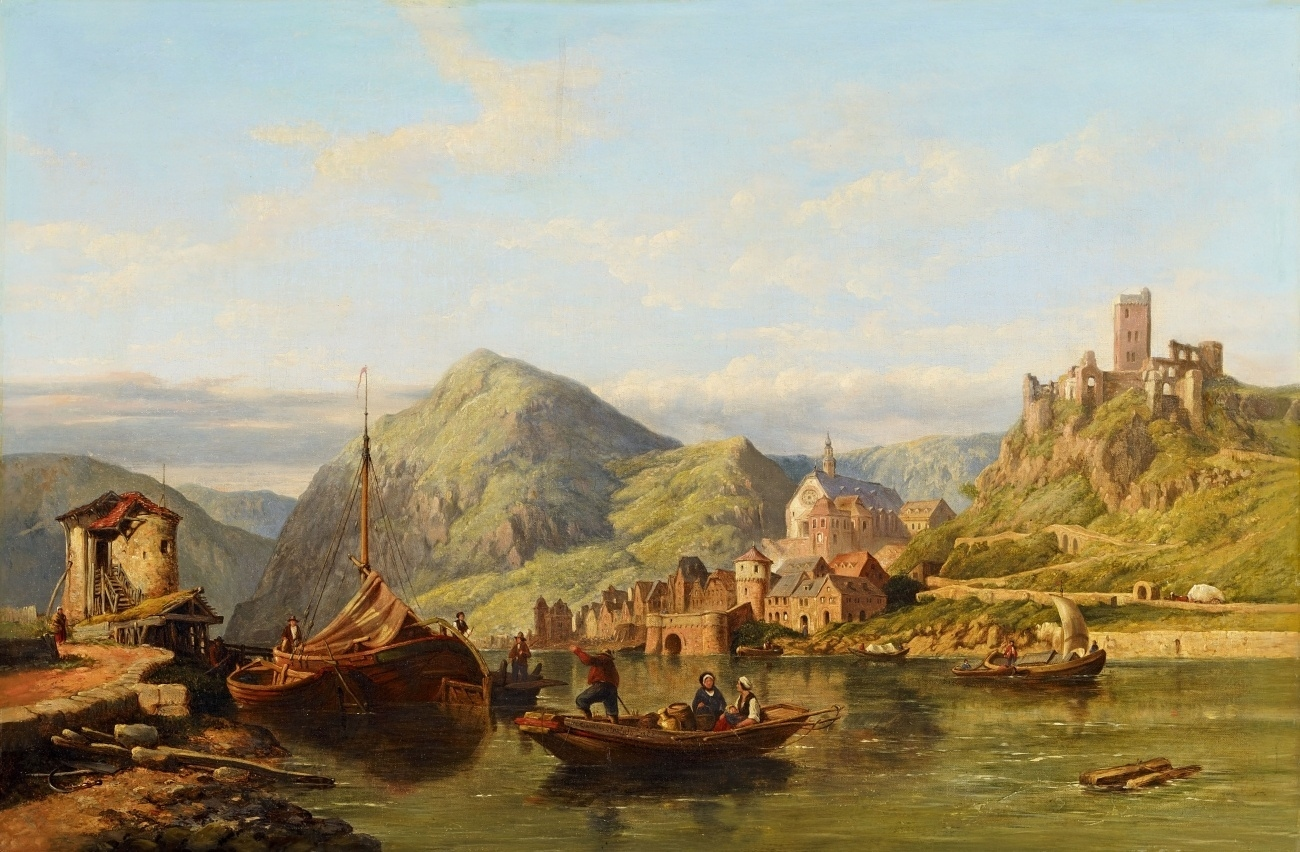
Beilstein an der Mosel (1855)

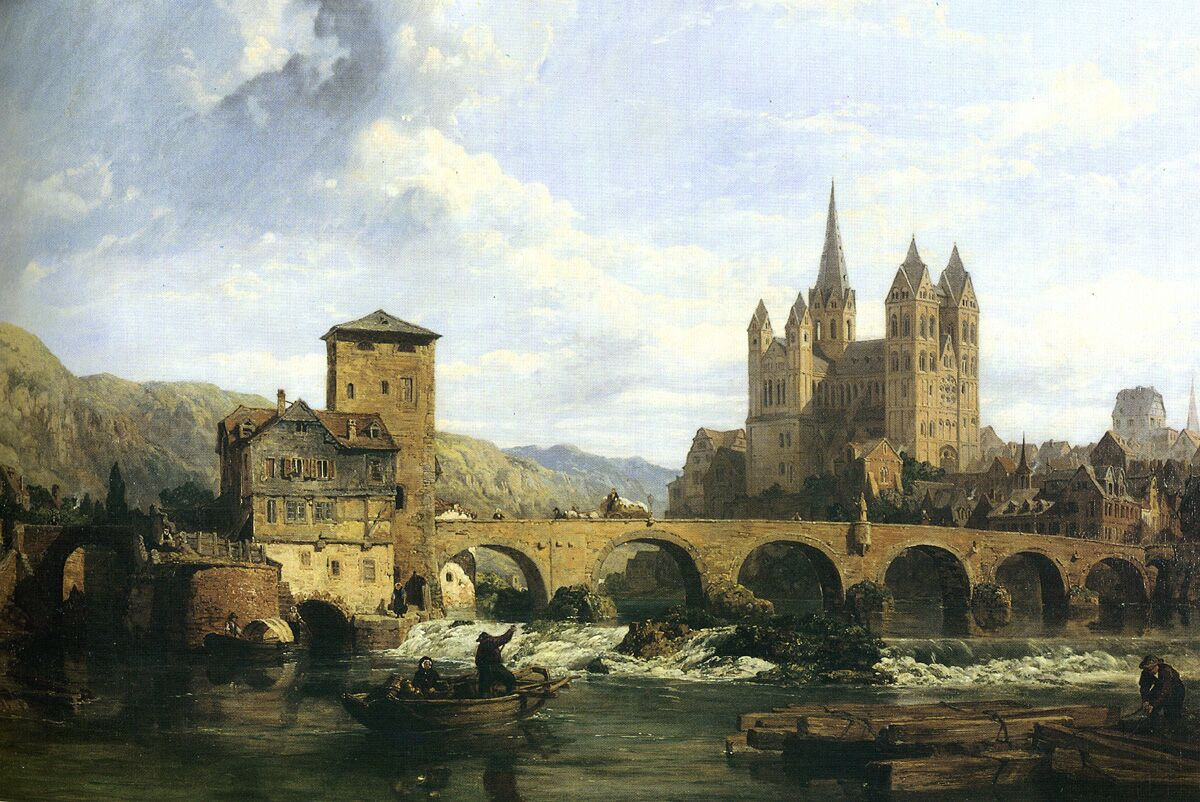
Limburg von Westen her gesehen (1862)

George Clarkson Stanfield (* 1. Mai 1828 in London; † 22. März 1878 in Hampstead) war ein englischer Maler.

## Leben
Stanfield war der zweite Sohn des Malers Clarkson Frederick Stanfield aus dessen zweiter Ehe mit Rebecca Adcock. Stanfield erhielt Unterricht an der Royal Academy of Arts und von seinem Vater. Wie dieser widmete er sich der Landschafts- und Marinemalerei. Schwerpunkte seiner Arbeit waren Seen und Flüsse in Italien, der Schweiz, Frankreich und Deutschland, insbesondere vom Rhein, der Mosel, der Lahn und der Maas. Darüber hinaus schuf er Küstenansichten von Frankreich und Großbritannien. Zwischen 1844 und 1876 stellte er in der Royal Academy of Arts sowie der British Institution for Promoting the Fine Arts in the United Kingdom aus.
1854 heiratete Stanfield Maria Blackburn, die Tochter einer Halbschwester seines Vaters. Aus der Ehe erreichten fünf Söhne das Erwachsenenalter. Nach dem Tod seines Vaters 1867 geriet Stanfield in wirtschaftliche Schwierigkeiten und war gesundheitlich zunehmend angeschlagen. Er starb 1878 im Haus seiner Schwester im Londoner Stadtteil Hampstead.
Sein Werk Limburg von Westen her gesehen von 1862, das sich im Rheinischen Landesmuseum Bonn befindet, wurde 2010 für eine Briefmarke der Deutschen Post verwendet.